# Дача Воронина
Дача Воронина — региональный памятник архитектуры, располагавшийся в посёлке Молодёжное по адресу Приморское шоссе, 648, у входа на территорию санатория «Чёрная речка».

## История
Деревянный дом был построен по проекту архитектора Петра Петровича Бука. Владельцем дачи до недавнего времени считали известного ученого, ботаника Михаила Степановича Воронина (1838—1903). Однако существовал полный тезка известного академика, купеческий сын Михаил Степанович Воронин. В 1912 г. он приобрел у Антти Ранки маленький участок (кадастровый номер участка 1-31) у дороги для устройства магазина. Этот участок находился в точности на месте нынешнего главного входа в санаторий. Кроме того, дача была построена в 1910 году, через 7 лет после смерти учёного.
Дом с садом находились на самом берегу залива. Фантастическое сочетание объёмов, стиль — лёгкий и устремлённый вверх. Декоративные элементы украшения дома были шедеврами деревянного зодчества. Со всех четырёх фасадов дом имел разные формы.
Соседями Воронина были писатель Леонид Андреев и супруги Картавцевы — Евгений Картавцев, Мария Крестовская (см. п. Молодёжное (Мариоки)). Дача Воронина нашла своё описание в рассказе «Он» Л. Андреева, которому студентом приходилось жить в этом доме.
С 1958 г. территория дачи отошла санаторию «Чёрная речка». В здании разместились административные службы.
Дом сгорел в 1991 году (в 1993-м по Н. В. Григорьевой) Тем не менее, в 2017 году он был внесен в Единый государственный реестр объектов культурного наследия (памятников истории и культуры) народов Российской Федерации в качестве памятника архитектуры регионального значения.

## Фотографии

Дача М.С.Воронина
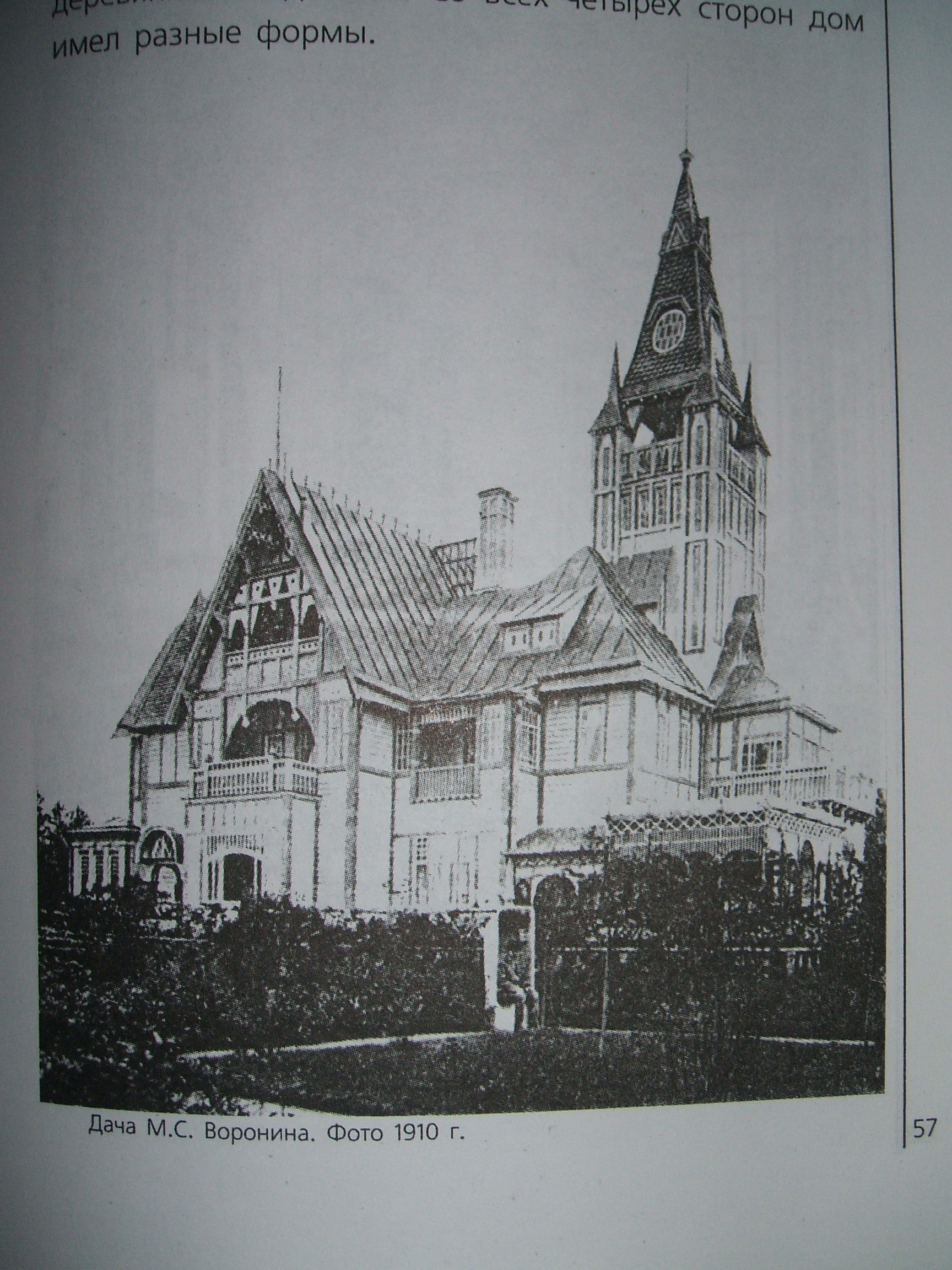
Дача М. С. Воронина 1910 г.
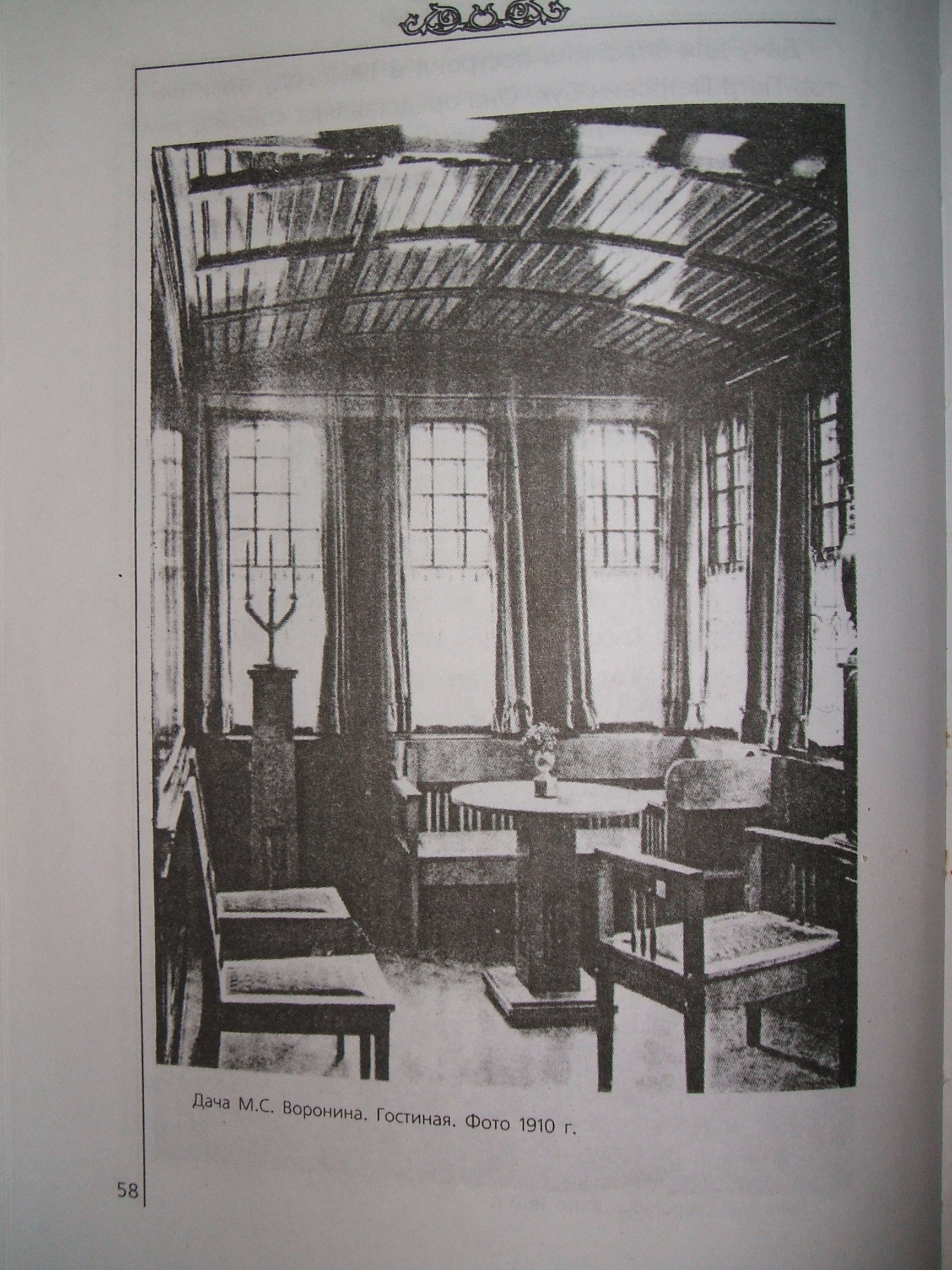
Гостиная
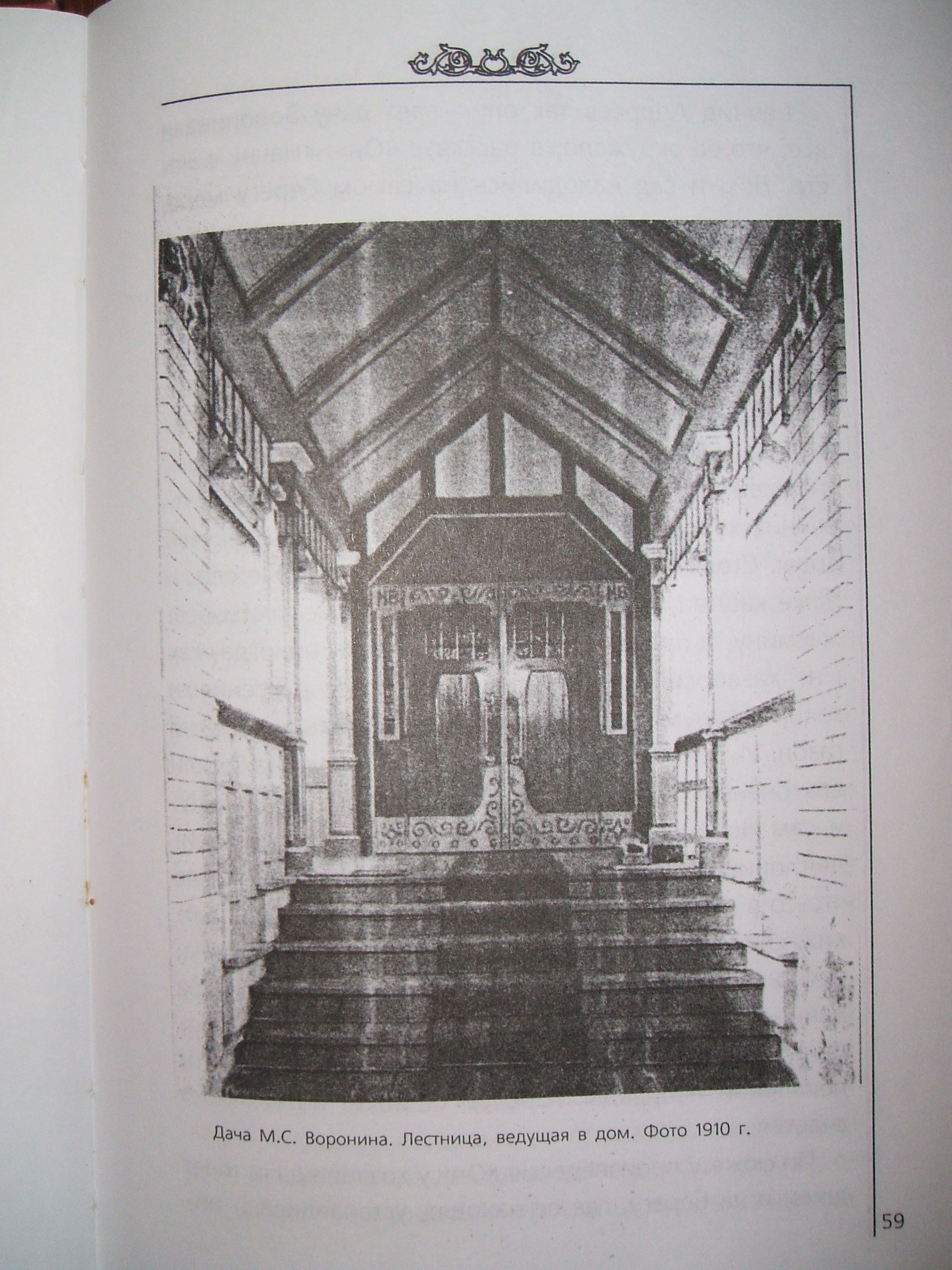
Лестница
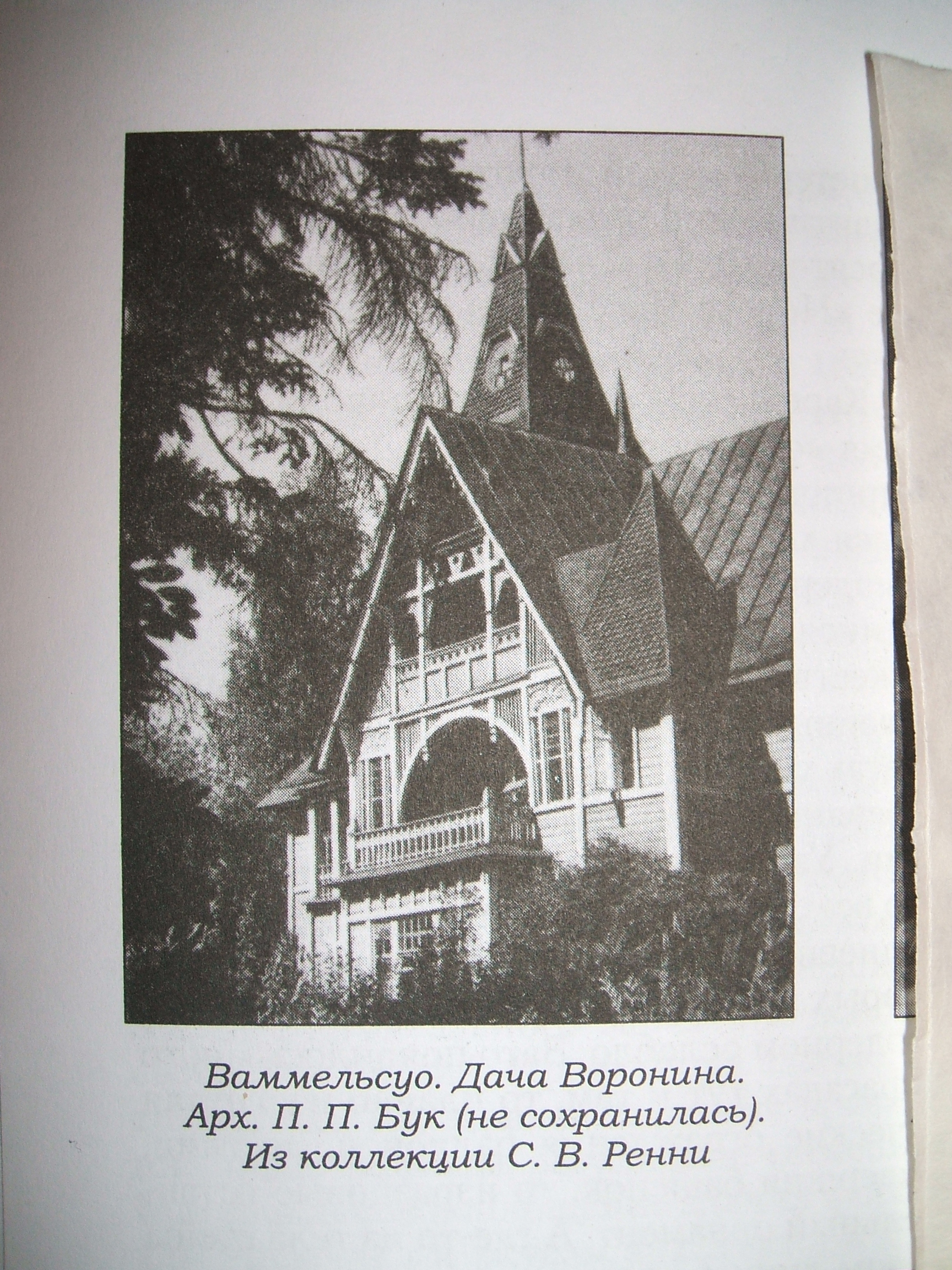
Вид на дом

## Правовая база, определяющая статус памятника
- Закон Санкт-Петербурга № 141-47 от 02.07.1997
- Указ Президента РФ № 452 от 05.05.1997
- Решение Исполкома Ленгорсовета № 963 от 05.12.1988